# Angelo, Frédo et Roméo
 (mai 2019).
Pour plus de détails, voir Fiche technique et Distribution.
Angélo, Frédo et Roméo est une comédie satirique québécoise de Pierre Plante, sortie en 1996. Le film raconte l'histoire d'un célibataire naïf qui s'imagine être le héros de différents films tournés à travers le monde. Ce film est considéré par plusieurs critiques comme étant un des pires films de l'histoire du cinéma québécois,.

## Synopsis
Frédo est un homme qui, un beau jour, se voit hériter de la fortune d'un de ses vieux oncles, devenant ainsi le propriétaire d'une compagnie de transport maritime. Il ne sait pas comment résoudre les problèmes de cette compagnie, devenant rêveur et, par la bande, la proie d'Angélo, un pseudo-réalisateur de cinéma à l'imagination débordante. Ce dernier a un but bien précis : lui soutirer sa fortune en lui faisant croire que, pour améliorer sa qualité de vie, il devrait investir dans le monde du cinéma.

## Fiche technique
- Titre original : Angélo, Frédo et Roméo
- Accroche : « 3 complices dans la peau de plus de 24 personnages... »
- Réalisation : Pierre Plante
- Scénario : François Camirand et Pierre Plante
- Musique : Denis Larochelle
- Direction artistique : Gilles Aird
- Costumes : Louise Labrecque
- Maquillages : Lucille Demers
- Maquillages effets spéciaux : Adrien Morot
- Montage : Jean-Pierre Cereghetti et François Gill
- Photographie : Daniel Vincelette
- Son : Claude La Haye et Marcel Pothier
- Mixage : Hans Peter Strobl et Louis Gignac
- Production : Jean-Roch Marcotte
  - Production déléguée : Yves Fortin
- Sociétés de productions : Les productions du Regard avec la participation financière de Téléfilm Canada, SODEC, crédits d'impôts provinciaux et Super Écran
- Société de distribution : CFP Vidéo
- Pays d'origine :  Canada
- Langue originale : Français
- Genre : comédie
- Budget : 2,3 millions $ CA
- Format : 35 mm
- Durée : 82 minutes
- Dates de sortie :
  - Canada : 23 février 1996 (en salles) ; 30 juillet 1996 (en vidéo)
- Certification: Général  Canada

## Distribution
- Martin Drainville : Angélo
- Benoit Brière : Francesco
- Luc Guérin : Roméo
- Macha Limonchik : Isabelle
- Amulette Garneau : Madame Gounod
- Deano Clavet : Le cogneur
- Valérie Valois : L'actrice
- Frank Schorpion : Le réalisateur

## Production

### Tournage
Le tournage du film a débuté le 9 septembre 1994 et s'est terminé au début octobre de la même année.

### Lieux de tournage
Le film a été tourné à Montréal et ses environs.

## Accueil

### Accueil critique
Le film a complètement été démoli par la critique québécoise lors de sa sortie en salles:

« Angélo, Frédo et Roméo, c’est le fond du baril du cinéma québécois, un brouillon qui aurait été recalé dans un cours collégial de cinéma, une véritable insulte  à l'intelligence du public. Il possède heureusement une grande qualité : il ne dure qu’une heure et vingt... »

— Normand Provencher, Le Soleil

« Hélas, les pitreries de Martin Drainville et de Benoit Brière n'apportent rien de nouveau à l'histoire du cinéma. Pour susciter le rire, il faut reprendre certains gestes de l'imité avant de s'en détacher. Les deux comiques n'ayant pas la stature des comédiens des Cent et une nuits d'Agnès Varda, on n'arrive ja-mais à croire à leurs personnages de réalisateur ou d'acteur chinois ou italien. »

— Mathieu Perreault, La Presse

« Un pur navet signé Pierre Plante. Un furoncle sur le nez du cinéma québécois. Cette basse comédie prenant le public pour un crétin donne la vedette à Martin Drainville, Benoît Brière et Luc Guérin dans une série de sketches imitations sots et ratés, liés entre eux par une bouillie qui ne saurait prétendre au titre de scénario. […] Privés de répliques cohérentes et de direction, ces comédiens éprouvés se révèlent nuls, incapables d'arracher un rire et réduits à des mimiques grotesques servies à contretemps. »

— Odile Tremblay, Le Devoir

### Box-office
Au total, le film a été projeté 1318 fois dans les cinémas du Québec entre 1996 et 1997. Le nombre de spectateurs ayant assisté à la projection de ce film est d'environ 31 173 personnes.